# Vincent (entreprise)
Pour les articles homonymes, voir Vincent.
Vincent HRD est une marque de motos britannique.
En 1948, ce fut la première moto de série à dépasser les 200 km/h.

## Historique
La première HRD nait dans l'esprit de Howard Raymond Davies alors qu'il vit des heures sombres. En effet, cet aviateur britannique est capturé par les Allemands en 1917. Durant sa détention, il imagine comment créer la moto parfaite.

En 1924, il s'associe avec E. J. Massey pour construire la machine de ses rêves. Elle est en avance sur son temps, la recherche esthétique étant une base de sa conception. Elle utilise un moteur JAP. Elle remporte le Tourist Trophy en 1925.

En 1928, Philip Vincent achète la marque et l'outil de production HRD. La firme est rebaptisée « Vincent HRD ».

Pour l'anecdote, les premiers logos portent l'inscription « HRD » en gros et « Vincent » au-dessus, en plus petit. En 1949, ce logo est remanié, mettant « Vincent » dans un bandeau au-dessus de « HRD » et de la même dimension, pour prévenir tout risque de confusion avec Harley-Davidson (H-D) sur le marché américain.
Jusqu'en 1934, la marque produit sept modèles différents, dont quatre motorisés par un monocylindre de 499 cm3 imaginé par Vincent lui-même.
En 1931, l'ingénieur Phil Irving rejoint l'équipe Vincent. Il crée un bicylindre de 998 cm3 développant 45 ch. Il est couplé pour la première fois à une boîte à quatre rapports avec sélection au pied. Ce moteur prend place dans une nouvelle moto, présentée en 1936 sous le nom de « Rapide ». Elle inaugure une nouvelle suspension arrière cantilever qui sera utilisée sur toutes les Vincent jusqu'en 1955.
En 1948, Vincent présente la Black Shadow,. Sur une base de Rapide, le moteur et la boîte de vitesses reçoivent un traitement noir. Le gain de puissance, par rapport à la Rapide, est dû au polissage des pièces internes du moteur et de la boîte. Son compteur Smith indique 150 mph (240 km/h), mais elle se contente de 125 mph (201 km/h) en pointe. C'est la première moto de série à dépasser les 200 km/h.
La Vincent la plus spectaculaire est probablement la Black Lightning. C'est une Black Shadow préparée pour la course. N'étant pas prévue pour circuler sur route, elle subit une cure d'amaigrissement en abandonnant toute la panoplie d'instruments réglementaires (phares…) et de confort (selle monoplace). Le moteur est optimisé pour délivrer 70 ch. Au total, 31 Black Lightnings sont construites, ses succès en course partout dans le monde contribuant à la réputation de performance des Vincent.
En 1955, Philip Vincent annonce que la firme arrête la production. Perdant trop d'argent, et plutôt que de réduire les coûts de production en baissant la qualité, l'équipe dirigeante préfère mettre fin à l'aventure Vincent.
Le préparateur suisse Fritz Egli récupére un stock de moteurs Vincent pour en équiper une partie-cycle ultramoderne de sa conception, avec une épine dorsale du cadre constituée d'un tube de fort diamètre contenant l'huile moteur. Les Vincent - Egli sont des machines recherchées par les collectionneurs, car elles associent la puissance et le couple important du moteur Vincent avec une tenue de route et un freinage beaucoup plus efficace.

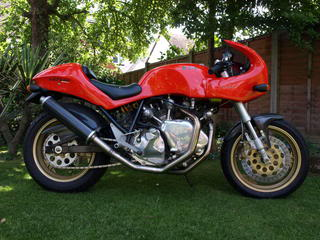
Vincent RTV 1200.

Surfant sur la vague rétro, la société américaine Harper Engineering, qui continuait de fabriquer et vendre des pièces de rechange pour Vincent, acquiert les droits déposés par Vincent aux États-Unis. Les dirigeants décident de recréer une Vincent en 2004. Seulement réservée aux États-Unis, cette Vincent est disponible en quatre versions : Standard, Sport, Touring ou Cruiser. Le moteur utilisé pour cette machine provient d'une Honda 1000 VTR. Cette mécanique n'est pas jugée légitime dans le cadre d'une Vincent et le succès n'est pas au rendez-vous.
En France, l'entreprise Godet Motorcycles produit et restaure des Vincent. Deux modèles sont à l'honneur : le Café Racer et la GT.

### Production
- 1932 : 250 cm3 Bantam
- 1934 : 500 cm3 Meteor
- 1934 : 500 cm3 Comet
- 1934 : 500 cm3 Comet Special (TT replica)
- 1936 : 1 000 cm3 Series-A Rapide
- 1946 : 1 000 cm3 Series-B Rapide
- 1948 : 500 cm3 Series-C Meteor
- 1948 : 500 cm3 Series-C Comet
- 1948 : 500 cm3 Series-C Grey Flash
- 1948 : 1 000 cm3 Series-C Rapide
- 1948 : 1 000 cm3 Series-C Black Shadow
- 1948 : 1 000 cm3 Series-C Black Lightning
- 1949 : 1 000 cm3 Series-C White Shadow
- 1950 : 500 cm3 Series-C Red Comet
- 1953 : 45 cm3 Firefly (ou Power Cycle)
- 1954 : 1 000 cm3 Series-D Black Knight
- 1954 : 1 000 cm3 Series-D Black Prince
- 1955 : 1 000 cm3 Three Wheeler

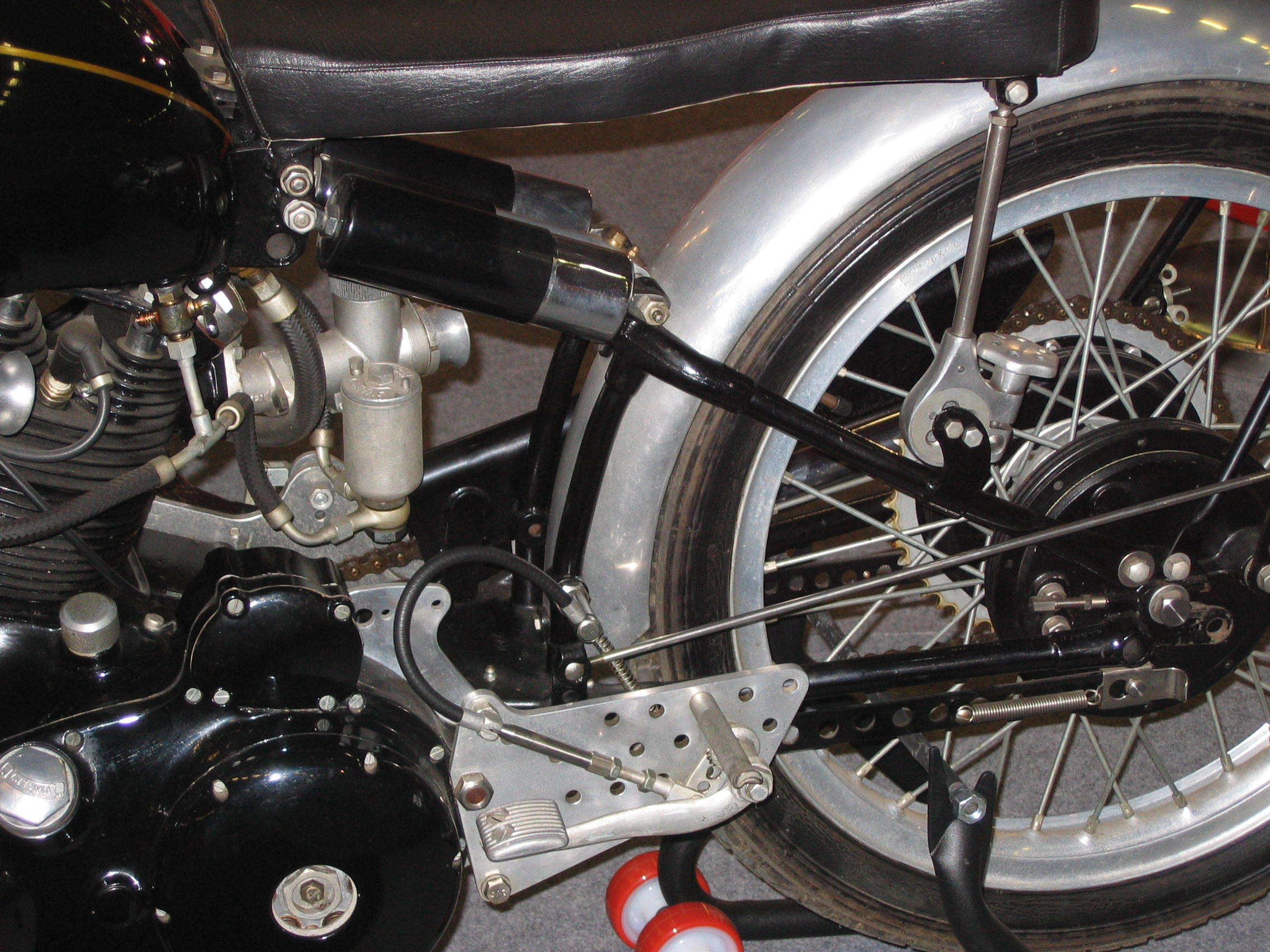
La suspension cantilever d'une Vincent HRD 1000.
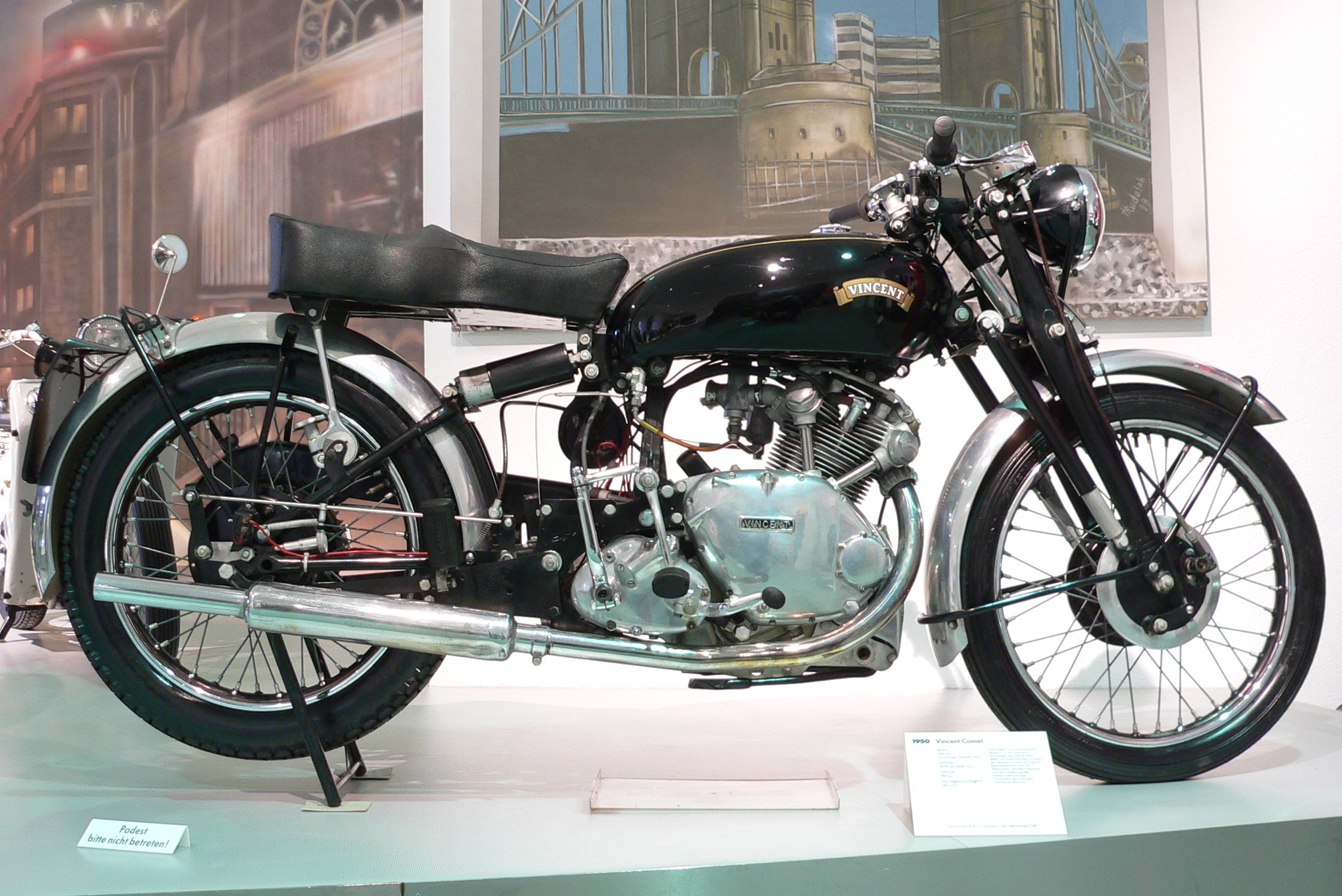
Vincent Comet.
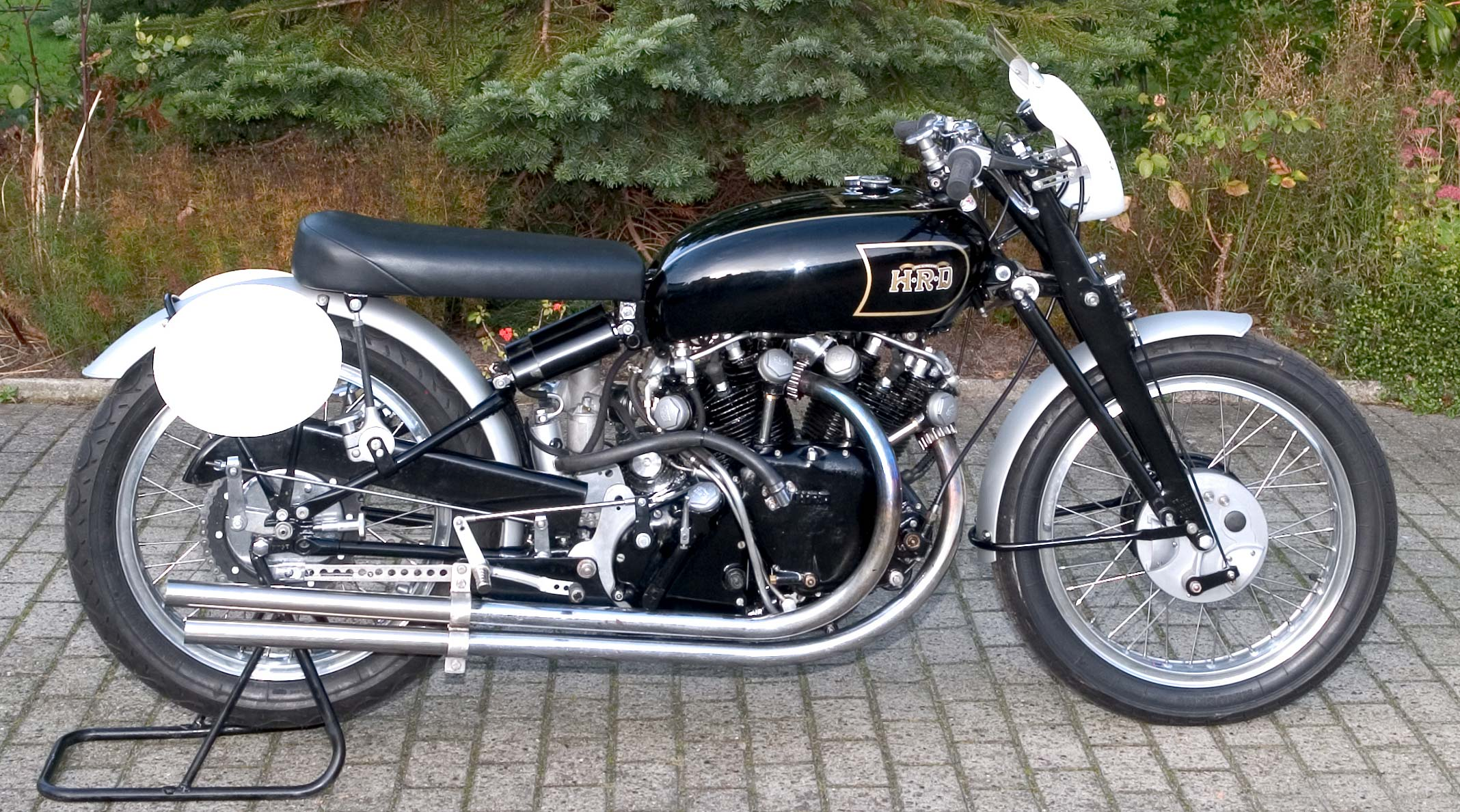
Vincent Black Lightning.
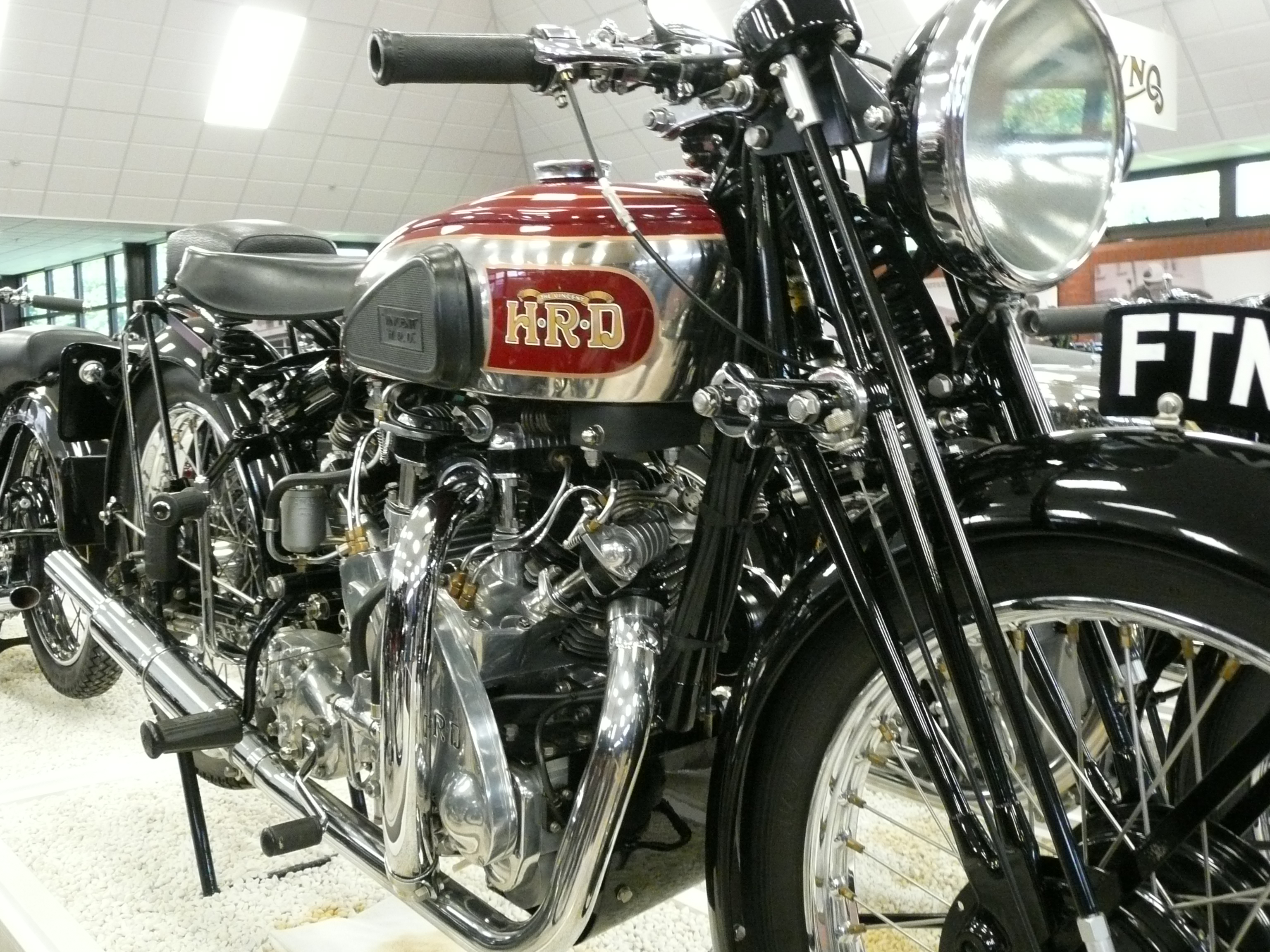
Vincent Series A Rapide.
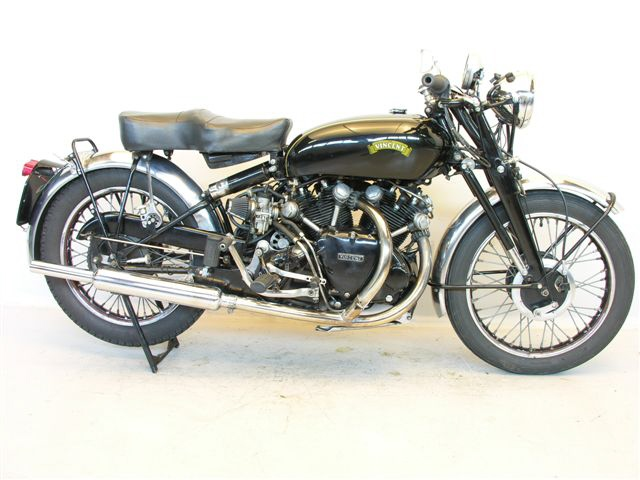
Vincent Series C Black Shadow.
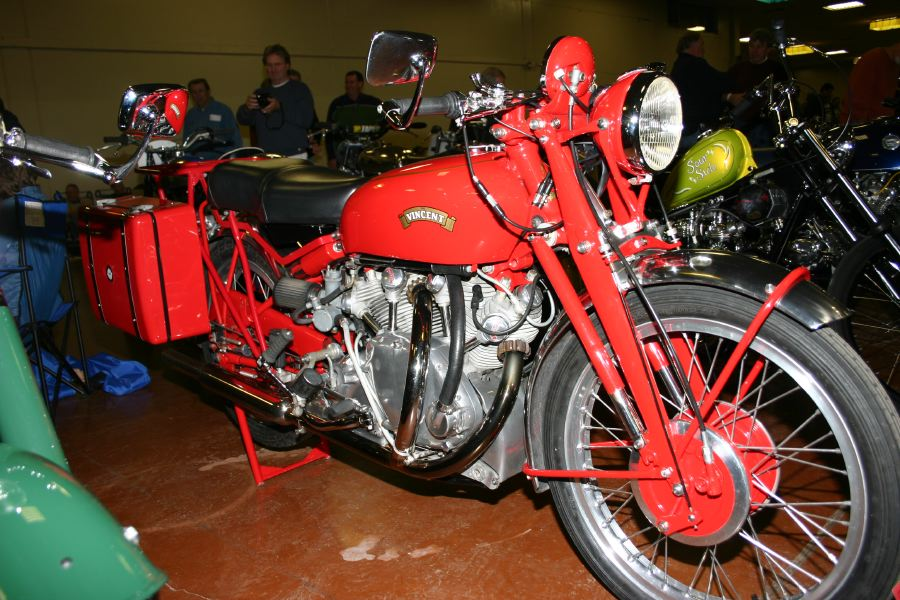
Vincent Series A Rapide.
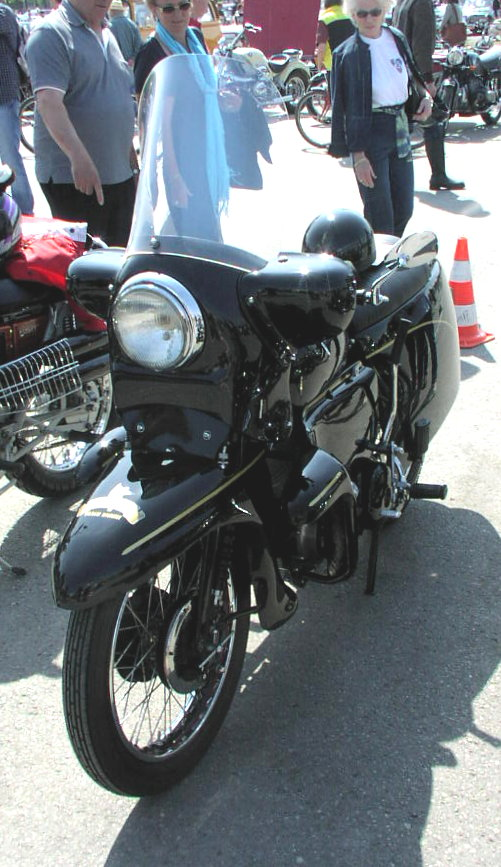
MHV Vincent Black Prince.

## Autre production

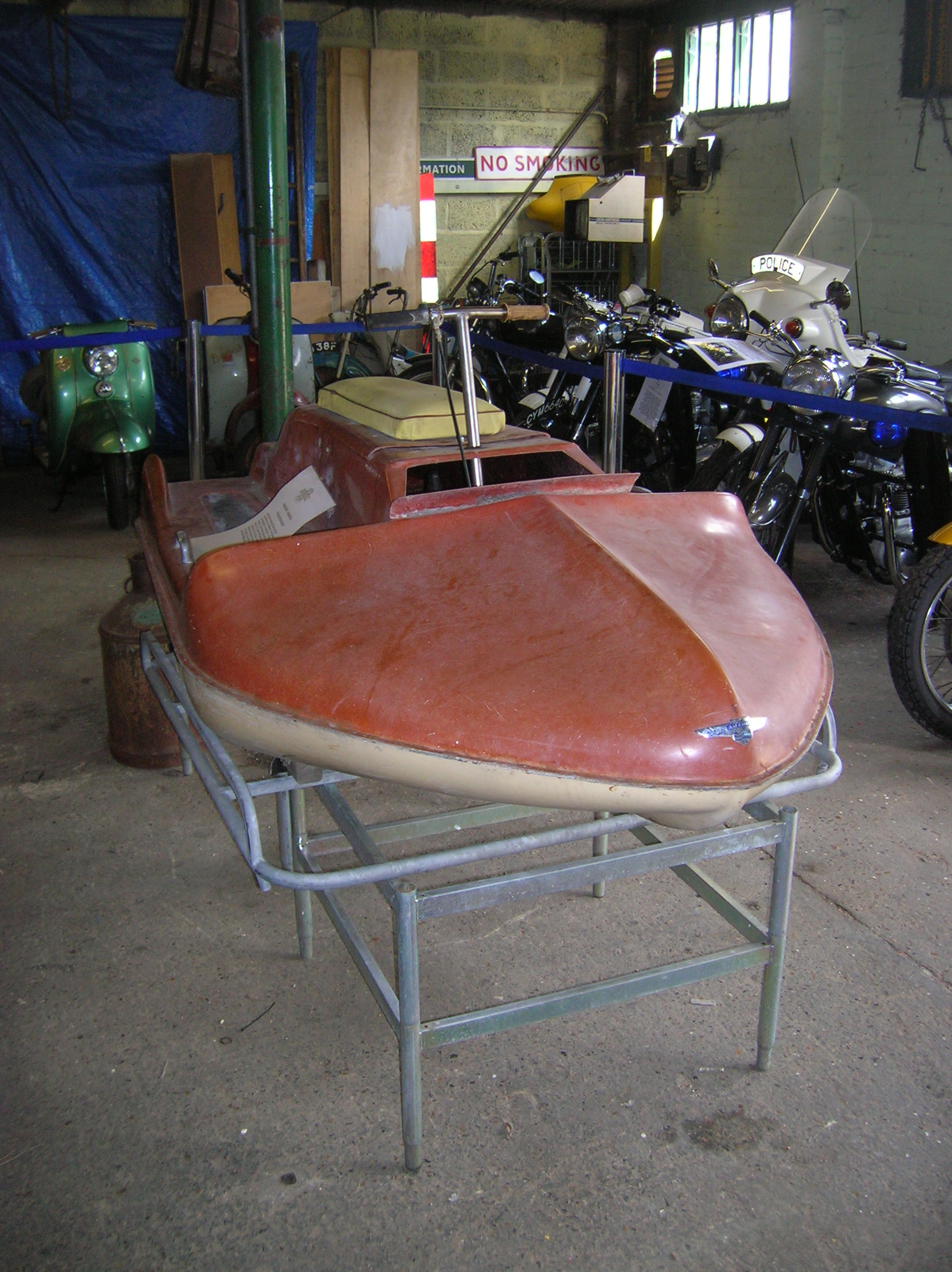
Amanda Water Scooter de 1955, précurseur de la motomarine.

Il est difficile de dire quand la première embarcation ressemblant à une motomarine, et non à une chaloupe, a été produite mais en 1955, la Vincent Motorcycle Company proposait déjà son Amanda Water Scooter, une embarcation  munie d'un siège et d'un guidon. Elle était propulsée par un moteur de 200 cm3 relié à une hélice et non à un hydrojet.
La firme Vincent a également produit un avion-cible sans pilote (un drone avant la lettre), destiné à l'entraînement des pilotes de chasse de la RAF (qui utilisaient précédemment des Queen Bee, version sans pilote du De Haviland Tiger Moth) nommé Vincent Picador, doté d'un moteur dédié, spécialement étudié par Phil Irving et d'une radiocommande peu fiable. Cet engin fut étudié dans le cadre d'un mirifique appel d'offres qui aurait pu redresser les finances chancelantes de la firme Vincent, mais l'appareil prototype se crasha en mer lors d'un essai d'évaluation officielle par la faute du système de radiocommande.

### Clients
Moto surpuissante pour son époque, quasiment la seule machine de série à pouvoir dépasser le 200 km/h avant l'arrivée des motos japonaises dans les années 1970, la Vincent Black Shadow était une machine chère, achetée par des clients à la fois aventureux et fortunés.
Un commandant de bord d'Air France, qui possédait une de ces machines, tenta et réussit le pari de suivre un Super Constellation jusqu'à son décollage. L'utilisateur le plus enthousiaste de la Vincent en France fut le danseur étoile Jean Babilée, connu pour son interprétation de la chorégraphie de Maurice Béjart Le Jeune Homme et la Mort. Lors d'une interview dans Moto Journal, il indiqua avoir fait en pleine nuit le trajet de Milan (où il avait dansé à la Scala) à Paris (où il devait se produire à l'opéra Garnier) à des vitesses inavouables, bien avant la construction de l'autoroute du Sud.